# موتونوبو تاکو
موتونوبو تاکو (انگلیسی: Motonobu Tako؛ زادهٔ ۲۲ آوریل ۱۹۷۲) بازیکن فوتبال اهل ژاپن است.
از باشگاه‌هایی که در آن بازی کرده‌است می‌توان به باشگاه فوتبال آویسپا فوکوئوکا اشاره کرد.